# Mayenne (fiume)
La Mayenne è un fiume della Francia centro-occidentale che scorre per la gran parte del suo percorso nella regione dei Paesi della Loira. È lungo circa 200 km.

## Percorso
La sua sorgente è sulle colline del Perche, a circa 15 chilometri ad ovest di Alençon, nell'Orne (61), e si unisce alla Sarthe, con la quale forma la Maine, a nord d'Angers, nel Maine e Loira (49).
Dipartimenti e principali città attraversate:
- Orne (61)
- Mayenne (53): Mayenne, Laval, Château-Gontier
- Maine e Loira (49): Chenillé-Changé, Chambellay, Montreuil-sur-Maine, Le Lion-d'Angers, Grez-Neuville, Montreuil-Juigné, Cantenay-Épinard e Angers ove raggiunge la Sarthe a nord del territorio.

Il fiume entra nel Maine e Loira presso la Jaille-Yvon, forma l'isola Saint-Aubin a monte di Angers, e si unisce alla Sarthe per formare la Maine.

## Affluenti
I principali affluenti della Mayenne sono:
- il Colmont
- la Jouanne
- l'Oudon
- l'Ouette
- la Varenne

## Storia
Da l'Evière a la Pierre Bécherelle, il fiume era proprietà del capitolo di Saint-Laud, che percepiva i diritti e dava in concessione i traghetti. Faceva inoltre ogni anno la quintana sotto il castello.

## Canalizzazione
La Mayenne era navigabile. Dei progetti furono lanciati nel 1783 per rendere navigabile la Vilaine da Vitré a Redon, di unire la Vilaine alla Rance e alla Mayenne con due canali navigabili. Furono fatti importanti lavori dal 1853 al 1868. Nel 1863, dei lavori di approfondimento del letto del fiume furono intrapresi vicino al luogo detto Gué de Saint-Léonard.